# 김민선 (성우)
김민선(1955년 3월 23일 ~ )은 대한민국의 성우이다. 1976년 EBS 1기 성우로 데뷔하였다.

## 주요 출연작품

### 영화
- 맹룡과광 (SBS)